# Дильбази, Александр Рашидович

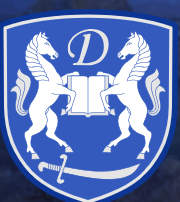
Герб рода Дильбази, порода лошадей Дильбоз

Дильбази Александр Рашидович(при рождении Ариф Рашидович Дильбази) (написание по-персидски, Aleksandr (Arif) Rəşid Oğlu Dilbazi — по-азербайджански, Alexander Dilbazi — по-английски; звучание фамилии — Дильбази (Дильбазоглу (тюрк.), Дильбазов или Дильбозовы (русск.), Дильбаззаде (персидск.)) — русский художник и философ. Основатель авторского направления в искусстве "ФИЛАРТ", объединяющего философию и изобразительное искусство. В 1990-е Председатель Комиссии по делам предпринимателей Верховного Совета Республики Азербайджан (Маджлис). Относится к бекско-агаларскому сословию (родовых агаларов (потомственных дворян)) местной тюркско-мусульманской знати (беков, агаларов, векилов, султанов, ханов, меликов) Закавказского края.  Родился 23 марта 1964 года в городе Газах (азерб. Qazax), Азербайджа́нской Сове́тской Социалисти́ческой Респу́блики (Азербайджанская ССР) в составе СССР, в семье учительницы и ученого-селекционера. Отец шестерых детей.

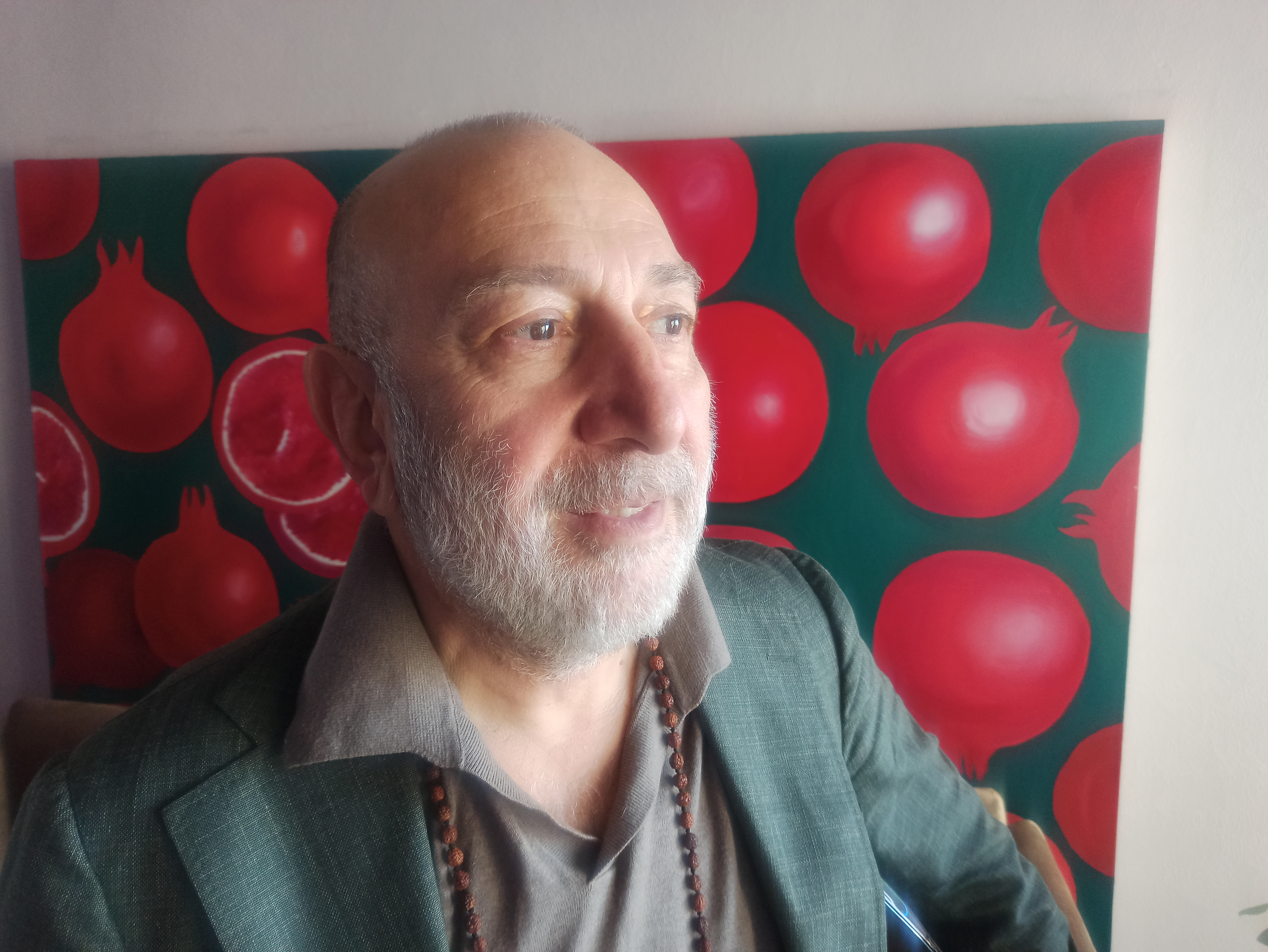
Александр (Ариф) Рашидович Дильбази, русский художник и философ

## Биография

### Семья
- Отец — Рашид Осман оглу Дильбази[6], был учёным, закончил аспирантуру при Азербайджанском научно-исследовательском институте животноводства. Защитил кандидатскую диссертацию на тему «Продуктивность и качество шерсти гибридов азербайджанского горная меринос» в Ветеринарном институте в Тбилиси. Он руководил производственным объединением «Газахское межрайонное животноводческое хозяйство» (1972—1975), был старшим преподавателем и заместителем директора Газахского сельскохозяйственного техникума (1975—1980). Был директором Караизинского государственного заповедника (1980—1984), заместителем директора Ширванского государственного заповедника (1984—1985), в котором прошли детские годы Александра[6]
- Мать — Пери Дильбази (Миролаева), преподаватель азербайджанского языка и литературы в средней школе
- Жена — Екатерина Александровна Дильбази (Иванова)

- Дети
- Сестры, братья, тети, дяди
  - Мирварид Пашакызы Дильбази (азерб. Dilbazi Mirvarid Pasha kyzy), родная тётя — поэтесса, заслуженный деятель искусств Азербайджанской ССР[7]. 19 августа 1912 года, Ханлыглар, Казахский уезд, Елизаветпольская губерния, Российская империя — 12 июля 2001 года (88 лет), Баку, Азербайджан.
  - Амина Паша кызы Дильбази(азерб. Əminə Paşa qızı Dilbazi)[8], родная тётя. азербайджанская советская танцовщица, хореограф. Народная артистка Азербайджанской ССР (1959), основательница школы народного танца в Баку и женского ансамбля «Севиндж»[9][10]
  - Мусейиб Осман Ага оглу Дильбази, дядя, брат отца[11]. 9 сентября 1923, Азербайджанская ССР Газах село Ханлыглар — 9 сентября 2011, Газах. Ветеран Великой Отечественной войны. Награждён Орденами «Красной Звезды», «Отечественной войны I степени», «Славы I степени»[12]
  - Абдурахман Ага Шаир Дилбазоглу (поэт-классик)
  - Гаджирагим Ага Вахиди (поэт-классик)
  - Джамал ага Гирьян (ученый-теолог)
  - Ягут Дильбази, родная тётя — (писательница), 1910, Ханлыглар, Казахский уезд, Елизаветпольская губерния, Российская империя — 1994. 25 лет преподавала азербайджанский язык в высших учебных заведениях Азербайджанская ССР. В 1978 году вышел её роман «Любовь не стареет», а в 1984 году был опубликован второй роман «Белая сирень». В 1991 году оба романа были изданы в виде одной книги издательством «Язычы» («Писатель»).
  - Минира Хулуси кызы Дильбази (азерб. Minirə Xulusi qızı Dilbazi; род. 9 апреля 1937, Баку) — советская и азербайджанская пианистка, заслуженный педагог Азербайджана, музыковед и педагог, заведующая кафедрой фортепиано Бакинской музыкальной академии имени Узеира Гаджибекова. Профессор[13]
  - Асад Дильбази (доктор экономических наук, профессор)
  - Наджмеддин Гаджиев (Дильбази) (доктор медицинских наук, профессор)
  - Юсиф Юсифов (Дильбази) (ученый и государственный деятель, доктор исторических наук, профессор)
  - Надир Усубов (Дильбази) (полковник)
  - Али Омаров (Дильбази) (генерал, генеральный прокурор Азербайджанской Республики с ____ по ____ годы)
  - Захид Алиев (Дильбази) (Президент федерации профессионального бокса Азербайджанской Республики)

Род Дильбази в родстве с другим газахскими дворянскими фамилиями — Векиловыми, Шихлинскими, Киясбековыми, Пашаевыми, Миралаевыми, Гаджикаимовыми, Кербелаевыми, Искендербековыми, Гаибовыми и др.

## Образование
- Средняя школа 1971—1981 гг.

- Высшее образование. Министерство сельского хозяйства СССР, Украинская ордена Трудового Красного Знамени Сельскохозяйственная академия (УСХА), г. Киев, факультет лесного хозяйства (1981—1986 гг.)

## Карьера
1986—1991 Работал в государственных структурах в г. Баку Азербайджанской ССР
1991 Возглавил Контрольно-Ревизионное Управление Министерства Лесного Хозяйства Азербайджанской ССР. С обретением независимости Республики Азербайджан, начал предпринимательскую деятельность и являлся одним из первых бизнесменов Азербайджана.
1991—1995 Управлял корпорацией «МИЗАН», в которую вошли: частный банк, страховая, строительная, торговая и логистическая компании. Являлся одним из самых молодых и успешных предпринимателей Азербайджана.
1993—1995 Председатель Комиссии по делам предпринимателей Верховного Совета Республики Азербайджан (Маджлис). Стал автором ряда законопроектов, в том числе конвертации национальной валюты, которые, на тот момент, были одобрены Парламентом.
1996 Начал предпринимательскую деятельность в Турции и Иране, реализовав ряд успешных проектов по открытию новых логистических путей из стран бывшего СССР в эти страны. Данные проекты были реализованы с государственными структурами Турции и Ирана.
1997 По приглашению президента Украины Леонида Кучмы создал частную транспортную компанию «Украинская Транспортная Экспедиторская Компания», содействующую экспорту украинских товаров на восточные рынки
1997 По согласованию правительства стран Казахстана и Украины создал «Торговый Дом Украина-Казахстан». Именно с этого периода началась активная фаза работы с Казахстаном по реализации перевалки казахского зерна через украинские порты, а также проекты связанные с «Казмунай Газ» и «КТЖ». Являлся участником бизнес-делегации, которая сопровождала Президента Казахстана Нурсултана Назарбаева во время официального визита в Германию и Италию.
2000 Приобретает контрольный пакет акций российской компании «ПРОМТЕК ГРУПП», которая являлась поставщиком нефтепродуктов в крупнейшие компании СНГ.
2001 компания «ПРОМТЕК ГРУПП», возглавляемая Александром Дильбази, вошла в 100 крупнейших Российских компаний по поставке энергоресурсов.
2002 Советник Натаниэля Ротшильда по Казахстану и организатор визита Натаниэля Ротшильда в Казахстан для обсуждения с правительством Республики Казахстан ряда крупнейших проектов в Центральной Азии с участием «РОТШИЛЬД ГРУПП». Участник и спикер «Евразийского экономического саммита-2002», являющегося частью Всемирного экономического форума в Давосе, проходящего в г. Алмата, Республики Казахстан.
2004—2006 Советник Олега Дерипаски, владельца компании «Русский алюминий» и руководитель проекта «Казахстан» в этой компании. Являлся организатором переговоров Олега Дерипаски с правительством Казахстана для участия «Русского алюминия» в ряде энергетических проектов в Казахстане, которые завершились успешно, и компания «Русский алюминий» стала совладельцем «ГРЭС 1».
2004—2006 Проживал в Княжестве Монако, активно сотрудничая с мировыми нефтяными компаниями в области консалтинга.
С 2011 ГОДА ПО НАСТОЯЩЕЕ ВРЕМЯ. Является сооснователем международной транспортно-трейдинговой компании «КазКонтракт Трейд». Офисы компании находятся в г. Москве, Россия, г. Алматы, Казахстан, г. Ташкент, Узбекистан, г. Бишкек, Киргизия.
В 2016 г. был создан проект по перевозке темных нефтепродуктов автомобильным транспортом. На 2021 г. «КазКонтракт Россия» является самым крупным перевозчиком битума автомобильным транспортом на территории России и Казахстана. В 2020 г. перевезено 650 000 тонн битума на территории России. Каждая 10-ая машина произведенного битума в России перевозиться компанией «КазКонтракт».
2018—2020 г. были заключены контракты с крупными компаниями из Южной Кореи, Бразилии, Турции, Ирана, Эстонии. На данный момент проекты находятся в разработке.
С 2014 ГОДА ПО НАСТОЯЩЕЕ ВРЕМЯ Является сооснователем международной транспортно-логистической компании «УРАН», активно работающей в формате 2PlL, 3PL и 4PL. Офисы компании находятся в г. Алматы и г. Шымкент Казахстан.
Является консультантом крупных компаний стран СНГ и Центральной Азии в области организации логистических процессов.
Гражданин РФ, активный общественный деятель принимает участие в различных форумах, меценат, художник, автор ряда художественных выставок и статей в сфере искусства, экономики и международных отношений.
Живёт в Москве, отец шестерых детей. Имеет активные деловые связи в странах Ближнего Востока, Турции, Ирана.

## Покушение на Александра Дильбази, 2002[14]и похищение, 2003
«… По информации из УВД Восточного округа Москвы, нападение на Дильбази было совершено около полудня, когда предприниматель вместе с двумя охранниками ехал на автомобиле „Ауди“ по улице Стромынка. Около спортивной базы „Спартак“ навстречу автомобилю неожиданно выскочил неизвестный и открыл огонь из автомата. Первые пули попали в решетку радиатора. Сориентировавшись, водитель нажал на газ, стараясь вывезти г-на Дильбази из зоны обстрела. Киллер несколько раз выстрелил вслед уходящей машине, и одна пуля попала в располагавшегося на заднем сиденье предпринимателя. Охрана приняла решение срочно везти раненого шефа в Институт им. Склифосовского, где г-н Дильбази и находится до сих пор в реанимации в тяжелом состоянии…» «Опасности транснационального бизнеса» 05.03.2002 
Декабрь 2003 «…В Москве похищен глава крупной топливно-энергетической компании „Промтехгруп“ Александр Дильбази, передает „Маяк“. Около часа ночи возле дома 5, по улице Покрышкина, четверо мужчин, представившись сотрудниками милиции, посадили предпринимателя в машину и увезли в неизвестном направлении…». В Москве похищен глава топливно-энергетической компании «Промтехгруп» Александр Дильбази 12.12.2003 

## Род Дильбази

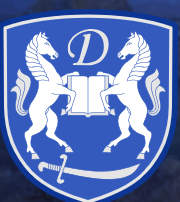
Герб рода Дильбази известных конезаводчиков прославившихся породой лошадей Делибоз, Дильбоз, Дильбаз или Казахская (азерб. Dəliboz, Dilboz, Dilbaz, Qazax atı) — тип азербайджанской лошади, азербайджанская национальная порода лошадей

«…бекско-агалаарские звания у тюркских народов выдавались верховными правителями (ханами, шахами, султанами) главам племен т кочевых сообществ, отдельным личностям, проявившим себя в ратном бою, а также за заслуги перед государством и передавались по наследству. Беки-агалары считались высшим сословием в феодальной социальной иерархии… царское правительство посчитало целесообразным закрепить права местного тюркского (татарского) высшего сословия наподобие российского дворянства…
…Письменные источники и эпиграфические записи позволяют проследить генеалогию Дильбазовых только с начала XVIII века. По преданию, Дильбазовы являются потомками правителей (ханов) Газаха. Ханы (султаны) правили до 1615 года, когда были переселены сефевидским шахом Аббасом I основной масс Газаахского племени в глубь Персии (ныне Ирана). В документах Тифлисской Бекской Комиссии содержится запись: „Сводный именной список родов и лиц высшего сословия в мусульманских частях Закавказского края, причисленных к сословиям потомственных беков и родовых агаларов, которым по проекту о личных правах этого сословия предполагемо сохранить звание беков и агаларов с предоставлением им прав потомственного дворянства Российской Империи, составлен на основе журнальных определений бывшего Совета Главного Управления Наместника Кавказского и Совета Главноначальствующего гражданской частью на Кавказе, по рассмотрении сими поверенных списков, уготовленных по протоколам бывших четырёх бекских Комиссий и по составленным сими последними посемейным спискам беков и агаларов“. Дильбазовы (в документе Делибозовы) значатся под номером 33 среди 57 фамилий родовых агаларов (потомственных дворян) края…».

## Ханлыглар — Родовое «гнездо» Дильбази
Селение Ханлыглар (Xanlıqlar, Azerbaijan) после подписания 22 февраля 1828 года между Российской Империей и Персией Туркманчайского мирного договора вошло в состав Газахского уезда Елизаветпольской (Гянджской) губернии, расположено на берегу реки Акстафа. Ханлыглар означает «место, стоянка хана». Существует ещё одно значение слова «Ханлыглар» — Ханлыг (ханство). «Энциклопедический словарь азербайджанских топонимов. В двух томах». Том I. с. 304. Баку: «Восток-Запад». 2007. 978-9952-34-155-3 ISBN
Ханлыглар находится на перекрестке древних караванных путей «Гянджа — Тифлис (Тбилиси)» и «Ираван (Ереван) — Тифлис (Тбилиси)»
Ханлыглар исторически являлся перекрестком торговых путей Закавказья и одним из узлов «Шелкового пути». До Тбилиси — 81 км, до Гянджа — 115 км, до Баку — 480 км, до Еревана — 120 км.
Родовое кладбище Дильбазовых/Дилбази расположено в местечке Баба-Дервиш, близ селения Ханлыглар.

## Конезаводчики Дильбази. Порода лошадей Дильбоз/Делибоз
Делибоз, Дильбоз, Дильбаз или Казахская (азерб. Dəliboz, Dilboz, Dilbaz, Qazax atı) — тип азербайджанской лошади, азербайджанская национальная порода лошадей. Порода горных верхово-вьючных лошадей, выведенная в XVIII—XIX веках на территории нынешнего Газахского района.
Нынешняя порода лошадей Делибоз была выведена путем народной селекции. Порода Делибоз формировалась под влиянием персидских и туркменских лошадей. Затем, чтобы усилить выносливость лошади, было произведено скрещивание с арабскими породами лошадей. Большую роль в формировании породы сыграли несколько поколений коневодов Газахского района из рода Дильбази и Зульгадары.

В 1836 году было опубликовано «Обозрение Российских владений за Кавказом», в котором даётся описание Казахской дистанции Елизаветпольской губернии. В этом документе имеется описание Казахских лошадей:
Казахские лошади хотя не большого роста, но статны, весьма крепки и рысисты. Число их простирается до 9500. Тамошние жители меринов не имеют, а одних только жеребцов… …Самый лучший конский завод в дистанции находится в селении Дах-кесемен и принадлежит Агалару, Капишану Гассан-Ага; в заводе считается более 300 лошадей, происходящих от смеси Карабахских с Куртинскими; они роста средняго, статны, крепки и рысисты; цветом большею частию гнедые.
«Обозрение Российских владений за Кавказом» — Дмитрий Зубарев. 1836 г., с.243
В 1943 году с целью улучшения качества конского поголовья Азербайджанской ССР был организован Государственный племенной рассадник. Начиная с 60-х годов делибозских лошадей улучшали в значительной степени терскими жеребцами.".

## Дильбази художник
«…Первый листочек бумаги и карандаш я получил от моей мамы, которая была учительницей. И первые названия цветов я услышал от неё, она повторяла: „Красный, синий, жёлтый…“. Особенно мне запомнился красный цвет. По сей день в моих картинах очень много красного. Первая царапина моя была красного цвета. Первый голос отца: „Не плач, ты мужчина. Это всего лишь кровь красного цвета“. Отец научил меня геометрии и правильности форм и линий.
Очень рано я начал слушать разные произведения восточной поэзии и моя первая выставка прошла в нашем доме в Газахе, когда мы ждали очень важного гостя. Моя старшая сестра и брат выучили стихи, а так как я ещё не мог выучить стихи, мне оставалось только представить свои первые произведения на бумаге.
И вот зашла она, моя тетя Мирварид Дильбази. Посмотрев на мои первые произведения на белых листах бумаги, её лицо озарилось улыбкой и она благословила меня: „По-моему у нас растет художник“. Хотя мне было на тот момент 5 лет, но я уже знал, что у каждого человека есть профессия.
Моя мама была учительницей, мой отец был ученым-селекционером. И я понимал, что у каждого человека есть профессия. Когда я спросил какая профессия у моей тети, отец произнес: „Она писатель и это не профессия, а призвание“. Потом он меня подвел к нашей домашней библиотеке и показал все книги, изданные моей тетей и произнес: „Чтобы получить такое призвание, надо поработать“.
С тех пор я хотел обрести не профессию, а призвание. Потом, через долгие годы учёбы, школа, академия, обретая профессию Инженера лесного хозяйства, я не забывал о словах моего отца про призвание.
В школе и институте я всегда устраивал небольшие персональные выставки, создавал маленькие спектакли и искал своего зрителя. Зрители, как и страны менялись. Первое путешествие в Европу и знакомство с европейской культурой — городами, художниками, музеями …
Иран, Турция, Саудовская Аравия — двери открылись на восток, далее Средняя Азия, древние города — Бухара, Самарканд.
Когда мы говорим слово Рим, то понимаем что о нём написаны сотни тысяч книг. Когда мы говорим Самарканд, Баку, Осака, Сеул, то не чувствуем той силы, которую чувствуем при слове Рим. И я твердо решил, что надо открывать свои места — места силы. Мне в этом очень помогает Николай Константинович Рерих, который был всегда в поиске своей Шамбалы…».
Дальнейшие поиски себя в изобразительном искусстве продолжились в 3-м классе, когда Александр оказался в кружке рисования Дома пионеров Газаха. В Доме пионеров он оказался, так как занимался в студии танца и, проходя мимо открытой двери не мог пройти мимо. Так Дильбази оказался на «художественном фронте». Но там нужно было рисовать и создавать скульптурные композиции в классическом стиле реализма и больше года он выдержать не смог. Свои занятия рисунком не оставил. Огромную роль сыграл в становлении мировоззрения школьный учитель рисования Александр Александров, который не только занимался со своим подопечным, но и поделился своей библиотекой, где были книги и журналы по искусству, причем не только классическому, а и современному, в том числе авангарду.

### Коллекции

#### Коллекция 004 «Когда цветет гранат?», 2015[23]
- Чтобы ответить на это вопрос мне надо перенестись в сад моего детства. В тот божественный мир моих детских воспоминаний, где в одном маленьком саду встречаются все цвета вселенной. Где рано утром соловей поет свою песню до восхода солнца, когда луна ещё не хочет уступить дорогу дневному светилу, а звезды уже гаснут, объявляя миру о приходе нового дня.
- И тут ко мне приходит видение, да я помню этот сад:
- В самом начале цветет сирень, под ней распускаются розы разных цветов. Тут оранжевые бутоны сменяются белыми лепестками, а жёлтый цвет улыбается красным распустившимся цветам. Потом цветет черешня и в ней отражаются все ранее перечисленных цвета, а к ней навстречу, словно обгоняя, розовым пурпуром цветет абрикос. Слегка отставая, персик идет за ними, будто стесняясь неги своей. А яблони, как туман, окутывают своими белыми цветами все это богатство и буйство природы, чуда Господнего. Груши и сливы сопровождают весь хор цветов. Вишня сияет алыми жемчугами. И тут на арену, кажется, забыв о времени, в начале лета, когда цветение всех остальных уходит в плод, выходит в бархатном цвете его величество, бессмертный из всех, цветок Граната моего.

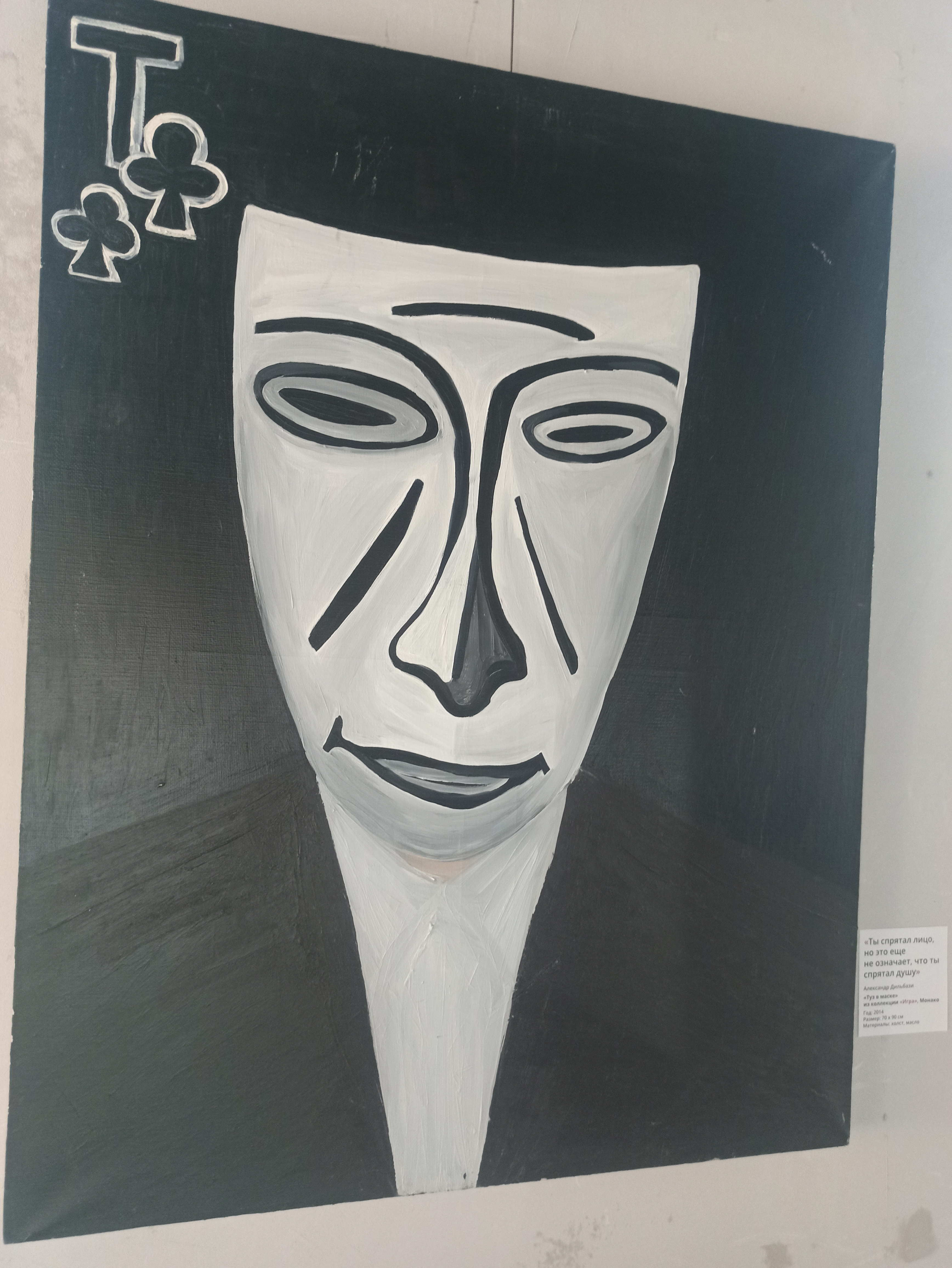
Александр Дильбази, русский художник и философ. Коллекция «Игра» Туз в маске"

#### Коллекция 003 «Игра» Туз в маске", 2014[24]
- Сегодня на твою раздачу, художник, пришло немало азартных игроков, и ещё больше зрителей. Среди игроков много известных личностей: монархи, политики, писатели, музыканты, актёры, журналисты, спортсмены и просто успешные люди. Все они смешались с толпой зрителей — с официантами, охранниками, студентами и беспечными зеваками. И только один из них стоит в стороне от толпы, он в гордом одиночестве и мы не видим выражения его лица.
- Познакомьтесь, господа, это новая коллекция «ТУЗ В МАСКЕ». ИГРА началась.

#### Коллекция 002 «Отражение» Точка невозврата"[25]
- ОТРАЖЕНИЕ своих картин лучше всего видно в глазах близких друзей. Когда вся твоя коллекция вмещается в пару зрачков твоего друга и ты чувствуешь отражение лучей, которые словно пронзают тебя, ты уже не сомневаешься в правильности теории великого художника Михаила Ларионова — теории лучизма.
- Художник! Бери свои картины и ступай к своему другу! Покажи ему все, что лежит у тебя на сердце. И если он скажет тебе: «Ты истинный художник. Я в тебя верю!», тогда ты поймешь, что обратной дороги нет — наступила ТОЧКА НЕВОЗВРАТА.

#### Коллекция 001 «Взгляд» Третья группа крови", 2013[26]
- Подготовка к игре может быть даже более напряженной, чем сама игра. Когда игроки ещё не начали играть, наиболее напряженным в этот момент становится взгляд. Взгляд как ничто иное открывает подлинную силу игрока, поэтому взглядом принято играть. Один игрок изображает полное безразличие, второй слегка прищуривается, рассматривает других игроков, изображая близорукость, другой все время улыбается, показывая тем самым, что для него игра лишь развлечение. Ещё один выражает притворный испуг, словно он боится своих соперников. Только один человек сегодня спокоен. Человек, который раздает Карт…Ы. На груди художника сегодня написана буква «К». Что означает эта буква? Карты, картины, коллекция, крупье, а может быть король? Все они подходят к сегодняшнему действию. Это начало игры. Художник Александр Дильбази представляет коллекцию картин, открывая свою выставку «ВЗГЛЯД» и все что о нём известно, у него ТРЕТЬЯ ГРУППА КРОВИ.

### Проекты и выставки
- 16 августа 2013 года. Выставка «ВЗГЛЯД», Княжество Монако, Монте-Карло, Отель «Hermitage»
- 4 ноября 2013 года. Выставка в доме МИХАИЛА ШУФУТИНСКОГО, Московская область, поселок Сапожок
- 15 августа 2014 года. Выставка «ИГРА», Княжество Монако, Монте-Карло, Отель «De Paris». «Игра»[27] «Вся жизнь — игра Словно почувствовав, что разговор перешел в слишком серьёзное русло, Александр поворачивается другой стороной. „А что, если вся жизнь — это не более, чем игра? И что нужно всего лишь определить в ней свои правила, как в детстве?“ Вторая коллекция художника, представленная в этом году на суд зрителей, так и называется — „Игра“. В ней позади карточных образов стоят реальные персонажи, которые ещё нужно вычислить. У каждого свое место, как в жизни. И так же, как в жизни, расклад может быстро поменяться. А пока зрители с интересом пытаются угадать, кого автор имел в виду. А выйдя с выставки, пытаются и свое окружение разложить по карточным рядам — такая зарядка для ума позволяет в хаосе жизни четко увидеть, кто в нашей жизне важен, а кто не очень. И увидев, принять мудрое решение — не тратить свое время на тех, кто тебе не важен… „Став взрослыми, мы забываем ту легкость, с которой дети верят в волшебство. Поэтому пока дети маленькие, так важно дать им как можно больше шансов и возможностей. И хорошо бы взрослым научиться относиться к жизни, как к игре — так, как это делают дети“…». COTE Magazine. журнал БЕРЕГ, ЗИМА 2014. «АЛЕКСАНДР ДИЛЬБАЗИ, космический пришелец» стр.30-31[28]
- 2 сентября 2014 года. Выставка «ИГРА». Московская область, деревня Телешово, Links National Golf Club. Пятый ежегодный гольф-турнир «Большой Шпиндель»[29]
- 23 октября 2014 года. Презентация I-го тома первого персонального каталога художника Александра Дильбази при поддержке ANDBANK Monaco.[30] Презентация издания прошла в закрытом формате в ресторане Baccarat Cristal Room, Москва (ул. Никольская, 21). Москва, Архив Музея современного искусства «Гараж», Книга «Каталог работ художника (2014)», Полочный индекс и авторский знак 709.203 DIl
- 15 октября 2015. Открытие арт-проекта в отеле THE RITZ-CARLTON, МОСКВА (ул. Тверская, 3). Арт-проект был реализован в сотрудничестве с генеральным менеджером отеля, господином Марком Неймом. Экспозиция из 15 живописных полотен прошла конкурсный отбор и была представлена в интерьерах Ritz-Carlton до завершения присутствия международной сети в Москве. Проект «Когда цветет гранат» носил некоммерческий характер
- 27 октября 2021 года. ПРАЗДНИК ГРАНАТА И ВЫСТАВКА «КОГДА ЦВЕТЕТ ГРАНАТ?». В Москве прошел Праздник граната, который станет ежегодным событием в столичной жизни. Автор идеи московский художник, предприниматель и общественный деятель Александр Дильбази. Праздник был организован в культурном и гастрономическом пространстве CASPIAN (Ginza Project)[31]
- 25 августа 2025 года. Выставка-спектакль «Игра взглядов в гранатовом саду» художника Александра Дильбази. Галерея ART MAISON, Москва, проспект Академика Сахарова, дом 7.[1]

## Дильбази философ. Философия искусства («ФилАрт»)
Александр Дильбази основатель авторского направления в искусстве, объединяющего философию и изобразительное искусство, — ФИЛАРТ. Это направление строится на трёхступенчатом восприятии мира: вдохновение, размышление, изображение. В отличие от бессознательного искусства, ФИЛАРТ представляет собой осознанное, концептуальное искусство. Художественная практика, основанная на философии красоты, глубины и культурного диалога. Все выставки Александра Дильбази сопровождаются презентацией философской основы филарта и дискуссией о роли некоммерческого и коммерческого искусства в современном мире.
«Жизнь состоит из череды приключений, и только
ВЕЛИКИЙ художник на ней пишет МОЗАИКУ чудес.
Чудеса в мире существуют, только надо уметь их
отыскать. А отыскав, не потерять!
Самая большая удача отыскать себя и не потерять.
Самая большая редкость — это разум, отыскав его
не потеряй.
Самая большое приобретение — это ЖИЗНЬ, найдя
её, не потеряй».
Александр Дильбази. «ЧЕЙ ТЫ СЫН?» 23 марта 2019
ЧЕЙ ТЫ СЫН? Впервые я отчетливо услышал этот вопрос, когда был в возрасте 5 лет. У нас был большой сад, в котором росло много фруктовых деревьев -
вишня, черешня, абрикос, груша, яблони, персики, и, конечно же, гранаты. Гранатовые деревья росли вдоль всего забора, они выстроились словно строевые солдаты, которые охраняли наш сад. Мне очень нравилось, когда плоды гранат, уже в конце осени, разламывались на двое и, если они оставались на дереве, их клевали птицы. От этого они казались ещё красивее.
Сейчас я хочу рассказать про один жаркий августовский день, когда мне было лет пять. Я сидел в тени дерева хурмы и не отводил взгляд от соседнего сада, где во всю плодоносило алычовое дерево. Алыча — это сорт сливы, но в нём есть нечто такое, чего нет в сливе — это кислый и сладкий вкус одновременно.
К сожалению, алычового дерева у нас в саду не было, а раз его не было, значит надо было пойти в соседний сад и попробовать его. Я давно готовился к этому прыжку, но в тот день я наконец-то нашел маленькую дырку в заборе. Забор состоял из железной сетки, но я видел, что где-то под этой железной сеткой есть какая-то дыра, через которую туда-сюда переходили куры. Я своими маленькими ручонками начал дергать эту железную сетку и увидел, что она спокойно поддалась. И тогда я, недолго думая, залез под эту сетку и оказался в чужом саду.
Теперь мне все в этом саду казалось вкуснее, чем в нашем. Поэтому я, первым делом, наелся алычи и, когда хотел пойти посмотреть дальше, что ещё есть в этом саду, я вдруг оказался в воздухе. Чья-то сильная рука подняла меня высоко одной рукой за мою шкирку, и я увидел страшное лицо чужого мужчины. На моем лице были одновременно испуг и удивление. Потому что так высоко меня мог поднять только мой отец, но на его лице всегда была улыбка. Этот страшный мужчина развернул мое лицо к себе, и я отчетливо услышал его голос: «ЧЕЙ ТЫ СЫН?»
Обычно, до этого момента, меня всегда спрашивали, как меня зовут, а тут мне задали другой вопрос: «ЧЕЙ ТЫ СЫН?»
Теперь я вспомнил, как меня учила отвечать на этот вопрос моя бабушка и заставляла много-много раз повторять: «Я сын Рашида», — ответил я ему.
И тут я увидел испуг и удивление во взгляде этого мужчины. После моих слов он сперва замер, потом судорожно опустил меня на землю, погладил мои волосы и сказал: «Ты хочешь ещё алычи?»
Я ответил: «Отпусти меня, я ничего не хочу, я хочу к себе в сад».
На этот раз он взял меня в руки осторожно и аккуратно, и с улыбкой, перенеся меня за ограду, опустил уже на нашей стороне. Так я оказался опять в своем саду. Но в этот день я понял, что имя моего отца подействовало на этого мужчину, и я захотел, чтобы когда-нибудь мое имя тоже так действовало на людей.
В последующем много раз это имя помогало мне, и я понимал, что к имени моего отца люди относятся уважительно. И сейчас, когда отца уже нет, некоторые люди называют меня просто «Рашидович».
Вот так одним августовским днем я познал, что я сын Рашида…
… Как-то нам пришлось всем классом сделать нехороший поступок. И когда мой отец меня спросил: «Почему я это сделал?»
Я ответил: «Сделали все, и я не мог отказаться».
Тогда мне отец сказал: «Все могут, но ты не забывай, что ты Дильбази».
И я впервые отчетливо услышал из уст моего отца, то, что могут делать другие, не всегда должен делать Дильбази.
И тогда я понял, что, когда ты пользуешься именем своего отца, и своей благородной фамилией, тебе приходится делать жертвы, ибо ты не можешь быть как все. Ты носишь имя свое, отца своего и фамилию ещё других отцов, которых ты не видел, но про которых ты начинал уже слышать…
… В один прекрасный день, когда я в очередной раз пришел к дяде (Мусейиб Осман Ага оглу Дильбази, участник Великой Отечественной войны, орденоносец), он взял меня за руку и отвел в сад. Там росло большое ореховое дерево. Это была осень и орехи были созревшие. На них лопалась скорлупа и орехи падали на землю. Дядя ловко, одной рукой, ставя два ореха друг на друга колол их об камень, и давал мне, в мои маленькие ручонки, а я доставал зрелый орех из скорлупы.
В один миг он остановился, взял меня единственной рукой нежно за голову, и сказал: «Я вижу из всех наших детей Дильбази ты самый крепкий и умный. Тебе придется непросто, но ты победишь всех своих врагов».
Я спросил его: «Дядя, а кто такой враг? Это разве не те, кого ты встречал на войне?».
Он ответил мне очень просто: «На войне все понятно, где враг, а где свои. Но в мирное время, враги — это те, кто будет тебе завидовать».
В первый раз я отчетливо услышал такие слова, как враг и зависть.
В конце он мне сказал: «Единственная возможность победить зависть и врага — это твоя смелость. Никогда не бойся их, ибо завистливые враги всегда трусливы».
В моей жизни мне очень пригодились эти слова. Чему суждено было убедиться моим завистливым врагам.
Но когда мы шли обратно домой, он ко всему сказанному добавил: «Всегда собирай вокруг себя друзей и тогда твоим врагам будет трудно через эти ряды добраться до тебя». И слово друг, из его уст, прозвучало гораздо сильнее, чем слово враг…
… Мне тоже было суждено испытать это в 26 лет. Когда я, уже в таком возрасте, став богатым человеком, относительно более взрослых мужей, встретил проблему через зависть старика диктатора, который любой ценой хотел забрать у меня и богатство и жизнь. Но он не просчитал одного, что мы — Дильбази, срослись с проблемой генетически. И если у одних людей в генах течет формула выживания через покорность, то в наших генах формула выживания лежит через решение проблем.
До меня многие философы, в том числе и мои любимые — Сократ, Декарт, Монтень, Шопенгауэр, Ницше, описывали проблему скорее, как психологический фактор, а некоторые из них вообще считали, что проблемы не существует, она лишь в воображении человека. Но я считаю, что проблема может быть и генетической.
Я всего лишь описал несколько событий, происходящих в моей семье на протяжении 100 лет. Но если уйти ещё на 100 лет назад, когда мой предок Гаджикерим ага в 1828 году ставил свою подпись под Туркманчайским договором между Россией и Персией, как хан Газахский, мог ли он предполагать, что та ветвь Дильбази, которая представляла династию Каджаров во власти той части Персии, перешедшей теперь к России, когда-то потеряет все свои земли и состояние из-за политических сотрясений большой Российской Империи.
Когда я уехал из маленького Азербайджана в большой Иран, я посетил это место Туркманчай, близ Тебриза, где генерал Паскевич и принц Аббас Мирза подписали границы, между Персией и Россией, которые, кстати, для Персии остались прежними, но для России нет. На территории России возникли новые государства, под названием Азербайджан, Грузия, Армения и тут же внутри этих новообразовавшихся государств начались междоусобные войны. Этим молодым государствам не хватало политического опыта, чтобы решать вопросы конфликтов и воин подписанием мирных договоров, где в основе лежали бы новые границы. Персия и Россия, подписав 200 лет назад мирный договор до сих пор его не нарушают.
Я привел этот пример лишь для того, чтобы ещё раз подчеркнуть, что если в твоих генах течет кровь тех людей, мысли которых работали над решением важных государственных задач, относящихся к ним по праву происхождения, а не прислуживания, то и потомки этих людей невольно несут в себе гены тех же проблем, над которыми они не перестают думать.
Сделал ли я новое открытие в философии или не сделал — не так важно.
Сутью моих измышлений, является лишь то, что проблема, которую ты получаешь через генный код, не является проблемой материального наследства.
Получив первую реальную проблему в 26 лет, я её тоже решил по-своему.
Я просто забрал честь и оставил старому диктатору богатство. Сохранив честь, я сохранил душевный покой и силы, которые дали мне возможность, начать новый путь в новых странах. И в каждой новой стране, я сталкивался с новой проблемой. И каждый раз, решая очередную проблему, мне бог посылал новую звезду в виде моих отпрысков. Этих звезд сегодня у меня пять, каждая из которых, светит мне на моем пути. И когда, вроде бы, наступает какая-то тьма и фонари мои уже не светят, я наугад ищу какую-нибудь из этих звезд и плыву к ней. Свет от этой звезды опять меня направляет по новому млечному пути.
ЧЕЙ ТЫ СЫН? Ты сын Рашида, Османа, Абдуррахмана… Гаджикерима…
…ЧЕЙ ТЫ СЫН, читатель? Знаешь ли ты отца своего отца и деда своего отца? И знаешь ли ты с какими проблемами они сталкивались и как они их решали? А я всего лишь хочу, исследуя историю моей семьи, чтобы вы задумались о своей истории.
ЧЕЙ ТЫ СЫН? Это всего лишь попытка нам всем вместе разобраться откуда мы идем и куда мы следуем.
ЧЕЙ ТЫ СЫН? Это попытка отразить историю моей семьи, которая вышла из Персидской Империи, стала подданными Российской Империи, служила Советской власти. А я всего лишь путешествую по обломкам этих империй, переходя из одной страны в другую, через призму воспоминаний о моих предках.